# 牌头镇
牌头镇是中國浙江省绍兴市诸暨市下辖的一个镇，北距诸暨市区14.5公里。全镇区域面积87.65平方公里。辖27个行政村，1个社区，人口近6万。2006年，牌头镇国内生产总值达70亿元，财政收入1.2亿元，农村居民人均纯收入达10813元。

## 行政区划
现辖：
牌头社区、牌上村、小砚石村、义井村、下岭脚村、牌头村、中华村、山下周村、长潭街村、同文村、牌一村、靖江村、斗岩村、新升村、双高村、西山下村、兴埠村、前山新村、楼稼坂村、金龙塔村、坑西新村、三保里村、越峰村、新五村、新乐村、新乐一村、九霞村和王老军村。

## 交通
- 沪昆铁路：牌头站